# 春風LOVER SONG
「春風LOVER SONG」（はるかぜラヴァーソング）は、CHERRYBLOSSOMの2ndシングル。2008年3月5日にポニーキャニオンより発売。

## 概要
表題曲「春風LOVER SONG」は日本テレビ系の深夜番組『スーパーチャンプル』3月エンディングテーマ、同じく日本テレビ系の『音楽戦士 MUSIC FIGHTER』3月オープニングテーマに使用された。また『音楽戦士 MUSIC FIGHTER』では、表題曲を披露した。
2008年3月14日、CHERRYBLOSSOM「春風LOVER SONG」として、レコチョクにより行われているイベント『第一回 レコ直♪新人杯 今年ブレイク必至のNo.1アーティスト』にて、20組のアーティスト、20曲中、3位にランクインした。
BGMに「春風LOVER SONG」を利用して、「卒業」をテーマに動画を製作し投稿するという、「ClipCast」とのコラボ企画が行われた。
振付は西田一生（西田プロジェクト）が担当。
2012年現在、女子プロレス団体アイスリボンに所属するプロレスラー・つくしが、入場曲として使用している。

## 収録曲
| 全編曲: CHERRYBLOSSOM。 |                              |           |                  |       |
| #                       | タイトル                     | 作詞      | 作曲             | 時間  |
| 1.                      | 「春風LOVER SONG」           | MEEKO     | MEEKO            | 5:06  |
| 2.                      | 「MOUSE TO CAT」             | MEEKO     | MEEKO            | 4:12  |
| 3.                      | 「INNOCENT」                 | MAICO     | MAICO・MEEKO・83 | 5:26  |
| 4.                      | 「春風LOVER SONG -KARAOKE-」 |           |                  | 5:06  |
| 合計時間:               | 合計時間:                    | 合計時間: | 合計時間:        | 19:50 |

## 収録アルバム
- GO!（#1、#2）
- COMPLETE BEST CHERRYBLOSSOM（#1、#2）